# Йодловец, Томаш
То́маш Йодлове́ц (пол. Tomasz Jodłowiec; 8 сентября 1985, Живец, Бельское воеводство) — польский футболист, полузащитник клуба «Пяст». Выступал за сборную Польши. Участник чемпионата Европы 2016 года.

## Клубная карьера
Йодловец начал профессиональную карьеру в клубе «Видзев». Он не смог закрепиться в основном составе и покинул команду в поисках игровой практики. Следующие два сезона Томаш без особых успехов провёл выступая за «Лодзь» и «Подбескидзе». В 2006 году он перешёл в команду «Дискоболия», где быстро завоевал место в основном составе. В 2007 году Томаш помог «Дискоболии» завоевать Кубок Польши. Спустя два года Йодловец подписал контракт со столичной «Полонией». 8 августа в дерби против «Легии» он дебютировал за новый клуб в чемпионате Польши. 11 апреля 2009 года в поединке против хожувского «Руха» Йодловец забил свой первый гол за «Полонию». В том же году Томашом интересовался итальянский «Наполи», но семья футболиста была против переезда.
Летом 2012 года Йодловец перешёл в «Шлёнск». 18 августа в матче против своего бывшего клуба «Видзев» он дебютировал за новую команду.
В начале 2013 года Томаш подписал контракт с «Легией». 30 марта в матче против своего бывшего клуба «Полонии» он дебютировал за новую команду. 11 мая в поединке против «Ягеллонии» Йодловец забил свой первый гол за «Легию». В составе клуба Томаш трижды выиграл чемпионат и Кубок Польши.

## Международная карьера
11 ноября 2008 года в товарищеском матче против сборной Ирландии Йодловец дебютировал за сборную Польши. 17 ноября 2015 года в поединке против сборной Чехии он забил свой первый гол за национальную команду.
Летом 2016 года в составе сборной Томаш принял участие в чемпионате Европы во Франции. На турнире он сыграл в матчах против сборных Северной Ирландии, Украины, Германии, Швейцарии и Португалии.

### Голы за сборную Польши
| #   | Дата           | Место                              | Противник | Счёт | Результат | Соревнование      |
| --- | -------------- | ---------------------------------- | --------- | ---- | --------- | ----------------- |
| 01. | 17 ноября 2015 | Городской стадион, Вроцлав, Польша | Чехия     | 2:0  | 3:1       | Товарищеский матч |

## Достижения
Командные
 «Дискоболия
- Обладатель Кубка Польши — 2006/2007

 »Легия"
- Чемпионат Польши по футболу — 2012/2013
- Чемпионат Польши по футболу — 2013/2014
- Чемпионат Польши по футболу — 2015/2016
- Обладатель Кубка Польши — 2012/2013
- Обладатель Кубка Польши — 2013/2014
- Обладатель Кубка Польши — 2015/2016